# كلية الطب الخاصة (سوريا)
كلِّيَّة الطِّبِّ البشريِّ في الجَامعة السُّوريَّة الخاصَّة هي ثاني كليّة طبّ في جامعة خاصة في سوريا. تمنح الكلية بناءً على اقتراح مجلسها شهادة دكتور في الطب.

## الخطة الدراسية
- مرحلة العلوم الطبية الأساسية وما قبل السريرية. ومدتها أول ثلاث سنوات.
- مرحلة العلوم السريرية في السنتان الرابعة والخامسة
- السنة السادسة: تقتصر هذه السنة على التدريب السريري في المشافي التعليمية المعتمدة.

## الأقسام
تتكون كلية الطب بالجامعة السورية الدولية الخاصة للعلوم والتكنولوجيا من الأقسام التالية:
1. قسم التشريح والجنين والوراثة: ويقوم بتدريس مقررات علم الجنين الطبي، والتشريح (1 و2 و3 و4) والوراثة.
2. قسم النسج والتشريح المرضي والطب الشرعي: ويقوم بتدريس مقررات علم الأنسجة (1 و2)، والأمراض (1 و2)، والطب الشرعي والسموم.
3. قسم علم الحياة والأحياء الدقيقة والمناعة: ويقوم بتدريس مقررات علم الحياة والخلية، والأحياء الدقيقة (1 و2)، وعلم المناعة.
4. قسم الكيمياء والبيولوجيا الجزيئية: ويقوم بتدريس مقررات الكيمياء العامة والعضوية، والكيمياء الحيوية الطبية (1 و2)، والكيمياء السريرية.
5. قسم علم وظائف الأعضاء (الفيزيولوجيا) والأدوية: ويقوم بتدريس مقررات علم وظائف الأعضاء (الفيزيولوجيا) (1 و2 و3)، وعلم الأدوية (1 و2)
6. قسم التشخيص والعلاج الشعاعي والفيزياء الطبية: ويقوم بتدريس مقررات علم الأشعة والمعالجة الشعاعية، والفيزياء الطبية
7. قسم الأمراض الباطنة: ويقوم بتدريس مقررات الطب الباطني 1 (الأعراض والتشخيص) و2 (الهضمية وأمراض الدم) و3 (القلبية الوعائية والصدرية) و4 (الأمراض العصبية وأمراض الكلية) و5 (أمراض الجهاز الحركي والأمراض الخمجية) و6 (الغدد والاستقلاب والتغذية والشيخوخة)؛ والطب النفسي، وأمراض الجلد والأمراض المنتقلة بالجنس.
8. قسم الجراحة: ويقوم بتدريس الجراحة (1) (الجراحة الصغرى) و2 (الجراحة العامة وجراحة البطن) و3 (القلبية الوعائية والصدرية) و4 (العصبية والبولية والأطفال) و5 (العظمية والتجميل)؛ طب الطوارئ والتخدير والإنعاش، وأمراض الأذن والأنف والحنجرة، وأمراض العين وجراحتها.
9. قسم الأطفال: ويقوم بتدريس مقررات أمراض الأطفال (1 و2)
10. قسم التوليد وأمراض النساء: ويقوم بتدريس مقررات النسائية والتوليد (1 و2)
11. قسم طب المجتمع: ويقوم بتدريس مقررات الصحة العامة والمهنية، والوبائيات والإحصاء الحيوي، والطب الوقائي وطب الأسرة. 12. قسم التعليم الطبي والتدريب السريري: ويُشرف على التخطيط الاستراتيجي للمنهاج وتطويره وآليات التعليم والتعلم والتدريب السريري والأنشطة المتعلقة بها. هذه المناهج فقط لكلية الطب البشري .

## الاعتراف العالمي
- مدرجة في قاموس Avicenna لمنظمة الصحة العالمية.[2]
- مدرجة في قاعدة بيانات ECFMG دليل التعليم الطبي الدولي/FAIMER للمدارس الطبية.[3]

## وصلات خارجية
موقع الجامعة السورية الخاصة